# Grzegorz Rasiak
Grzegorz Rasiak (nacido el 12 de enero de 1979 en Szczecin) es un futbolista polaco retirado que jugaba como delantero.

## En clubes

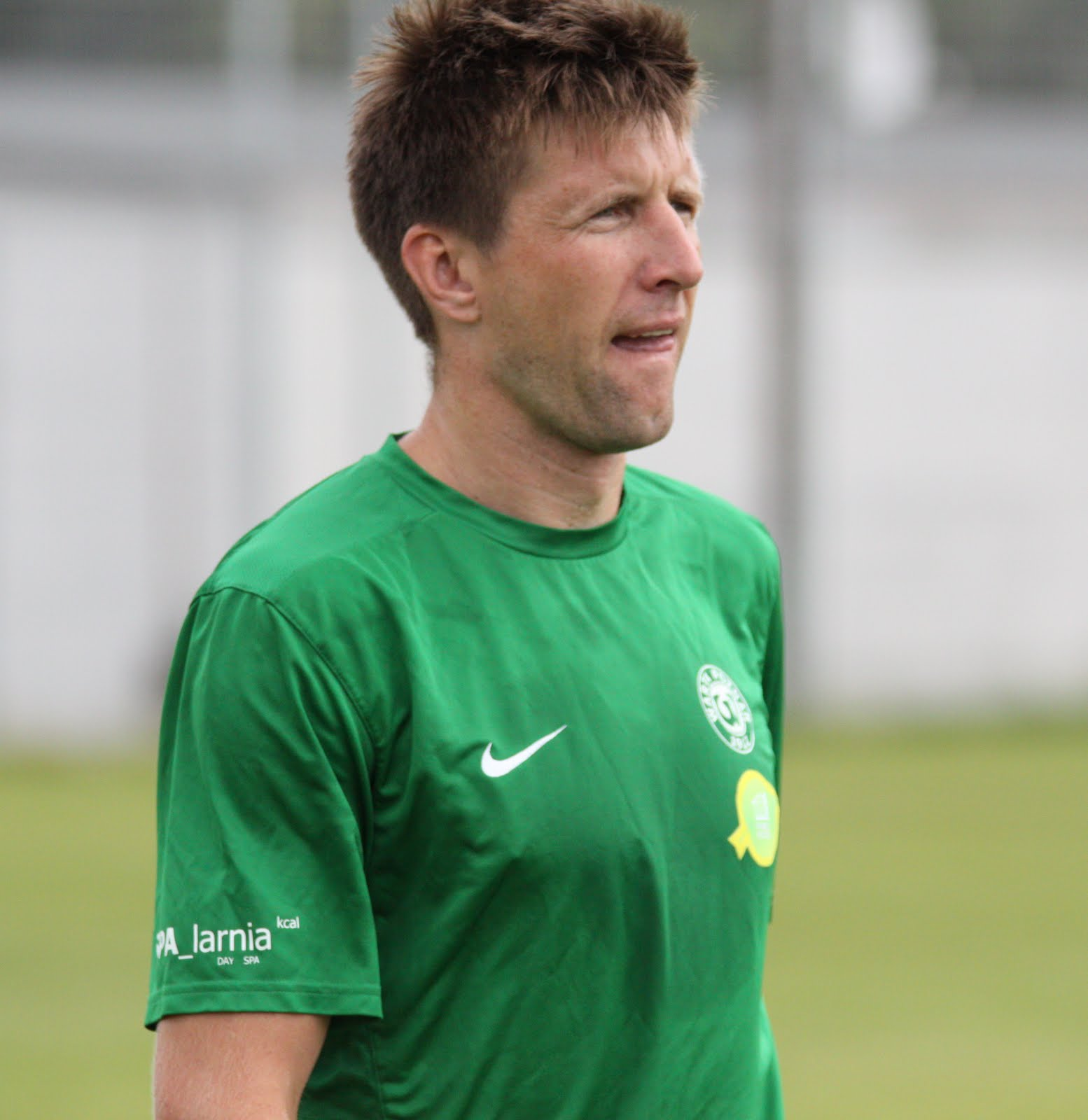
Grzegorz Rasiak en el entrenamiento de Warta Poznań

Comenzó su carrera en Olimpia Poznań. Después jugó en el SKS 13 Poznań y MSP Szamotuły, pero su carrera como futbolista profesional empezó en 1996 en Warta Poznań. En los años 1998-2000 jugó en el GKS Bełchatów y en la temporada 2000-01 en el Odra Wodzisław.
En 2001 abandonó el Odra y fichó para el Groclin Dyskobolia Grodzisk Wielkopolski, equipo con cual jugó 66 partidos y marcó 34 goles hasta 2004, cuando salí al AC Siena. En Italia no jugó por causa de límite de extranjeros y fichó para el Derby County Football Club. En su primera temporada en este club marcó 16 goles en 35 partidos. Durante la temporada 2005-06 fichó para el Tottenham Hotspur pero no ocupó un puesto en el once titular y en 2006 estuvo cedido al Southampton para 6 meses.
El 2 de mayo de 2006 Rasiak firmó un contrato con el Southampton para 2 años. Hasta ahora ha marcado 22 goles en 51 partidos de la liga para el club.

## En la selección
Rasiak jugó su primer partido en la selección el 10 de febrero de 2002 entre Islas Feroe. Hasta el 5 de junio de 2007 ha jugado 37 partidos y ha marcado 8 goles. Jugó en la Copa Mundial de Fútbol de 2006 en Alemania.